# German Fjodorowitsch Tarassow
German Fjodorowitsch Tarassow (russisch: Герман Фёдорович Тарасов, *  16. Märzjul. / 29. März 1906greg. im Dorf Mokroussowo (Kurgan); † 19. Oktober 1944 bei Kisújszállás, Ungarn) war ein sowjetischer Generalmajor und mehrfacher Divisions- und Armeeführer an der Ostfront des Zweiten Weltkrieges.

## Leben
German Fjodorowitsch Tarassow wurde 1906 als Sohn von Fjodor Wassiljewitsch und der Augusta Justinowna im Gouvernement Tobolsk geboren. Er war ein Enkel des polnischen Revolutionärs Justin Kaminski, der wegen seiner Teilnahme am Aufstand von 1863–1864 nach Sibirien verbannt worden war. Seine Mutter arbeitete als Lehrerin an einer Pfarrschule. Ab Herbst 1923 immatrikulierte er sich am Straßenbauinstitut in Tjumen, konnte aber sein dortiges Studium nicht beenden, weil das Institut geschlossen wurde. Danach arbeitete er als Lehrer an einer Schule im Dorf Poloi im heutigen Bezirk Mokrousowski.
Im August 1925 trat er in den Dienst in der Roten Armee ein und studierte an der 12. Uljanowsker Rotbanner-Infanterieschule für Kommandeure, die er im September 1927 mit Auszeichnung abschloss. Er wurde dann Führer eines Kompaniezuges in der 71. separaten OGPU-Division des Urals, seit November führte er eine Kompanie in der 113. separaten Division. Ab März 1932 fungierte er als Leiter der Kommandeursschule des 29. OGPU-Regiments in Magnitogorsk. Von April 1934 bis Oktober 1937 studierte er an der Frunse-Militärakademie der Roten Armee, welche er mit Auszeichnung und einem Diplom 1. Klasse abschloss. Von Oktober 1937 bis August 1938 war er Stabschef der 14. NKWD-Grenzschutz-Division. Ab August 1938 diente er in der Direktion der Grenztruppen im Militärbezirk von Belarus: Von August 1938 bis März 1939 war er Leiter der 3. Direktions-Abteilung der Grenztruppen des NKWD und von März 1939 bis Anfang Juli 1941 Leiter der 2. Direktions-Abteilung.
Im Mai 1939 wurde er zum Oberst befördert und nahm von September bis Oktober 1939 bei der Weißrussischen Front an der Invasion der Roten Armee in Ostpolen teil. Am 17. Februar 1940 wurde er nach einer Anordnung des NKWD zum Stabschef der Grenztruppen des Bezirks Chita ernannt und am 11. März 1940 mit der Reorganisation der Grenztruppen im Transbaikal-Bezirk beauftragt.
Nach Beginn des Großen Vaterländischen Krieges übernahm er Anfang Juli 1941 den Befehl über die im Moskauer Militärbezirk Sagorsk neu aufgestellte 249. Schützendivision und nahm nach seiner Beförderung zum Generalmajor am 15. Juli 1941 an den Abwehrkämpfen der Nordwest- und der Kalinin-Front gegen die deutschen Truppen teil. Am 16. Februar 1942 wurde die 249. Schützendivision nach erfolgreichem Einsatz in der Toropez-Cholmer Operation in 16. Gardeschützen-Division umbenannt. Seit 12. April 1942 war er Kommandant einer nach ihm benannten operativen Einsatzgruppe der 39. Armee (Generalleutnant Iwan Maslennikow) und wurde im Mai zum Oberbefehlshaber der 41. Armee ernannt. Seine Truppen führten im Juli während der Operation Seydlitz Entlastungsangriffe für die eingeschlossene 39. Armee zwischen Olenino und Bely durch und waren maßgeblich an den Angriffen bei der Operation Mars beteiligt. Am 23. Oktober 1942 wurde er Kommandeur des in Swerdlowsk aufgestellten NKWD-Sonderkorps, dessen Divisionen am 5. Februar 1943 der 70. Armee zugewiesen wurde. Tarassow wurde im März 1943 auf Ersuchen des Oberbefehlshabers der Zentralfront, Armeegeneral K. K. Rokossowski, von seinem Posten entfernt, nachdem er diesen für die erfolglose Führung der 41. Armee während der Dmitrijew-Sewsker Operation verantwortlich gemacht hatte. Am 15. April 1943 wurde Tarassow zum Kommandeur der 24. Armee ernannt, ab November 1943 war er Stellvertretender Kommandeur der 7. Gardearmee. Von Dezember 1943 bis 5. Januar 1944 war er Kommandeur der 53. Armee, danach war er unter Iwan Wassiljewitsch Galanin nur mehr Stellvertretender Befehlshaber dieser Armee. Während der Debrecener Operation fiel er am 19. Oktober 1944 bei einem Bombenangriff auf die südlichen Außenbezirke der ungarischen Kleinstadt Kisújszállás, heute im Kreis Karcag im Komitat Jász-Nagykun-Szolnok. Er wurde in der Region Odessa  beigesetzt.